# Примитивный тип
Примитивный (встроенный, базовый) тип — тип данных, предоставляемый языком программирования как базовая встроенная единица языка.
В зависимости от языка и его реализации, набор таких типов может сильно различаться. Он определяется требованиями к простоте языка и компилятора (интерпретатора), эффективности реализации, особенностям сфер применения языка, выразительности средств языка для построения новых типов. Обычно низкоуровневые языки программирования предоставляют очень ограниченный набор встроенных типов, непосредственно реализующийся низкоуровневыми конструкциями. Напротив, языки высокого уровня предоставляют обычно большой набор встроенных типов, так как это позволяет повысить их производительность.
Большинство языков программирования не позволяют изменять работу встроенных типов, однако, например, в Smalltalk или Ruby можно не только добавлять к этим типам новые операции, но и изменять старые.

## Примеры примитивных типов в различных языках
Практически все языки программирования включают:
- Символьный тип.
- Целый тип различных диапазонов значений.
- Ссылка (или аналогичные по функциональности типы «указатель»).
- Числа с плавающей запятой различной точности.

Также зачастую включаются:
- Числа с фиксированной запятой.
- Булевский тип, имеющий значения истина или ложь.
- Строковый тип (последовательность символов).

Более экзотические примитивные типы:
- Кортеж в ML.
- Линейный список в Лиспе, Scala.
- Комплексное число в Фортране, C (C99), Python.
- Рациональное число в Лиспе.
- Замыкание, продолжение в функциональных языках программирования, таких, как Лисп и ML.